# Kinsham
Kinsham est une paroisse civile du Herefordshire, en Angleterre.